# Selma Ancira

Selma Ancira Berny (Ciudad de México, 12 de junio de 1956) es una eslavista, crítica y traductora literaria mexicana y española.

## Biografía
Hija del actor mexicano Carlos Ancira y de Thelma Berny, autora de los Cuentos al atardecer, estudió filología rusa en la Universidad Estatal de Moscú. Después hizo estudios de griego moderno y de literatura griega en la Universidad de Atenas. Es fotógrafa aficionada. En 2014 adaptó para teatro la obra de Marina Tsvietáieva Mi madre y la música y la representó, acompañada por la pianista Silvia Navarrete y dirigida por Borís Rotenstein, en distintas ciudades de la República Mexicana y en Ciudad de Guatemala. Es miembro del Sistema Nacional de Creadores de Arte. Reside en Barcelona desde 1988 y tiene también la ciudadanía española.

## Obra
Especializada en literatura rusa decimonónica y literatura griega moderna, ha traducido al español casi toda la obra en prosa de Marina Tsvietáieva, obras sueltas de Alexandr Pushkin, Nikolái Gógol, Fiódor Dostoievski, Iván Goncharov, Iván Bunin, Mijaíl Bulgákov, Borís Pasternak, Serguéi Eisenstein, Nina Berbérova, Ósip Mandelshtam, Bulat Okudzhava e Izrail Metter entre otros y, de Lev Tolstói, los Diarios en dos tomos (ERA, 2 vols. México, 2001 y 2003; Acantilado, España, 2 vols. 2002 y 2003) y una caudalosa selección de su Correspondencia (ERA, México, 2005 y 2007; Acantilado, España, 2008). Entre los griegos del siglo XX ha traducido la ensayística de Yorgos Seferis, poemas de Yannis Ritsos, el teatro de Iakovos Kambanelis y la novela Loxandra de María Iordanidu.

## Libros publicados como autor:
El tiempo de la mariposa. Editorial Gris tormenta, México, 2024.

## Traducciones

### Prosa de autores rusos
- Antología: Paisaje caprichoso de la literatura rusa, selección, traducción y notas de Selma Ancira, prólogo de Juan Villoro, Fondo de Cultura Económica, México, 2012 (reedición en la colección "Los Universitarios", México, 2015)
- Colección: Así era Lev Tolstói (1), edición y traducción de Selma Ancira, Acantilado, Barcelona, 2017
- Colección: Así era Lev Tolstói (2), edición y traducción de Selma Ancira, Acantilado, Barcelona, 2017
- Colección: Así era Lev Tolstói (3), (Tolstói y la música), edición y traducción de Selma Ancira, Acantilado, Barcelona, 2022
- Nina Berbérova. Roquenval, Circe, Barcelona, 1992
- Nina Berbérova. Crónicas de Billancourt, Circe, Barcelona, 1994
- Nina Berbérova. La orilla eterna, Circe, Barcelona, 1995
- Nina Berbérova. La soberana, Circe, Barcelona, 1996
- Nina Berbérova. Las damas de San Petersburgo, Circe, Barcelona, 1996
- Nina Berbérova. El libro de la felicidad, Circe, Barcelona, 1997
- Nina Berbérova. Zoia Andréievna, Plaza y Janés, Barcelona, 1998
- Mijaíl Bulgákov. Morfina, Anagrama, colección Panorama de narrativas, Barcelona, 1991 (reedición en la colección Compactos Anagrama, Barcelona, 2002)
- Mijaíl Bulgákov. Notas en los puños, Editorial del Fondo Nacional para la Cultura y las Artes, colección Torre abolida, México, 2001. Alfabia, Barcelona, 2009
- Iván Bunin. El amor de Mitia y Vida de Arséniev, Círculo de Lectores, Biblioteca de Plata de los Clásicos Rusos, Barcelona, 1992
- Antón Chéjov. La colección, Nostra Ediciones, México, 2009
- Antón Chéjov. La loba y el perrito, DGP de la Secretaría de Cultura, México, 2018
- Fiódor Dostoievski. Cartas a Misha (1838-1864), Grijalbo-Mondadori, colección El espejo de tinta, Barcelona, 1995
- Serguéi Eisenstein. Yo. Memorias inmorales I. Siglo XXI Editores, colección El hombre y sus obras, México, 1988
- Serguéi Eisenstein. Yo. Memorias inmorales II, siglo XXI Editores, colección El hombre y sus obras, México, 1993
- Nikolái Gógol. Roma, Minúscula, colección Paisajes narrados, Barcelona, 2001. Editorial Almadía, en coedición con Conaculta, colección Cartografías, México, 2014.
- Iván Goncharov. El mal del ímpetu, Ediciones sin Nombre, México, 2007. Minúscula, "Paisajes narrados", Barcelona, 2010
- Ósip Mandelstam. Coloquio sobre Dante, Acantilado, Barcelona, 2004
- Izrail Métter. La quinta esquina, Lumen, colección Palabra en el tiempo, Barcelona, 1995. Libros del asteroide, Barcelona, 2014
- Bulat Okudzhava. El viaje de los diletantes, Círculo de Lectores, Barcelona, 1991
- Mijaíl Osorguín, Alexéi Rémizov, Marina Tsvietáieva. La librería de los escritores, Ediciones de La Central y Sexto Piso, Barcelona y México, 2007
- Víktor Pelevin. La vida de los insectos, Destino, colección Áncora y Delfín, Barcelona, 2001
- Alexandr Pushkin. El viaje a Arzrum, Minúscula, colección Paisajes narrados, Barcelona, 2003
- Romain Rolland. Vida de Tolstói, Acantilado, Barcelona, 2010 (traducción de Selma Ancira y David Stacey)
- Nikolái Strájov / Eugène Melchior de Vogüé. Dos viajes al Monte Athos, Acantilado, Barcelona, 2007 (Traducción de Selma Ancira y David Stacey).
- Viktoria Tókareva: El zigzag del amor. Barcelona, Circe, 1992
- Viktoria Tókareva. Equilibrio. Barcelona, Circe, 1993
- Lev Tolstói. ¿Cuánta tierra necesita un hombre (en: Harold Bloom. Relatos y poemas para niños extremadamente inteligentes de todas las edades, Anagrama, Barcelona, 2003)
- Lev Tolstói. Diarios (1847-1894), Era, colección Biblioteca ERA, México, 2001. Acantilado, Barcelona, 2002
- Lev Tolstói. Diarios (1895-1910), Era, colección Biblioteca ERA, México, 2003. Acantilado, Barcelona, 2003
- Lev Tolstói. Correspondencia (1842-1879), Era, colección Biblioteca ERA, México, 2005
- Lev Tolstói. Correspondencia (1880-1910), Era, colección Biblioteca ERA, México, 2007
- Lev Tolstói. Correspondencia (1842-1910), Acantilado, Barcelona, 2008
- Lev Tolstói. La tormenta de nieve, Acantilado, Barcelona, 2010. Alma, Barcelona, 2025
- Lev Tolstói. La felicidad conyugal, Acantilado, Barcelona, 2012. Alma, Barcelona, 2025
- Lev Tolstói. Después del baile, Acantilado, Barcelona, 2016
- Lev Tolstói. La mañana de un terrateniente, Conaculta, México, 2016. Acantilado, Barcelona, 2021
- Lev Tolstói. Cuentos para niños, DGP de Conaculta. México, 2017
- Lev Tolstói. La historia de un caballo, Acantilado, Barcelona, 2018
- Lev Tolstói. Aforismos, selección, traducción y prólogo de Selma Ancira, Fondo de Cultura Económica, México 2019
- Lev Tolstói. El camino de la vida, Acantilado, Barcelona, 2019
- Lev Tolstói. Albert, Fondo de Cultura Económica, colección "Vientos del pueblo", México, 2023
- Lev Tolstói. Lucerna y Albert, Acantilado, Barcelona, 2024
- Marina Tsvietáieva, Borís Pasternak, Rainer Maria Rilke. Cartas del verano de 1926, siglo XXI Editores, México, 1984 (Grijalbo, colección El espejo de tinta, Barcelona, 1993). Nueva traducción: Minúscula, colección "Con vuelta de hoja", Barcelona, 2012
- Marina Tsvietáieva. El poeta y el tiempo, Anagrama, colección Argumentos, Barcelona, 1990
- Marina Tsvietáieva. El diablo, (Relatos autobiográficos.) Anagrama, colección Panorama de narrativas, Barcelona, 1991
- Marina Tsvietáieva. El diablo, Acantilado, Barcelopna2025
- Marina Tsvietáieva. Indicios terrestres, Versal, colección Meridianos, Madrid, 1992
- Marina Tsvietáieva. Mi Pushkin, Destino, colección Áncora y Delfín, Barcelona, 1995. Ediciones sin Nombre, México, 2008. Acantilado, Barcelona, 2009
- Marina Tsvietáieva. Una dedicatoria, Editorial de la Universidad Iberoamericana, colección Poesía y poética, México, 1998
- Marina Tsvietáieva. La historia de Sóniechka, Editorial del Fondo Nacional para la Cultura y las Artes, colección Torre abolida, México, 1999
- Marina Tsvietáieva. Un espíritu prisionero, Galaxia Gutenberg, colección La tragedia de la cultura, Barcelona, 1999
- Marina Tsvietáieva. Natalia Goncharova, Era, colección Biblioteca ERA, México, 2000. Minúscula, colección Con vuelta de hoja, Barcelona, 2006
- Marina Tsvietáieva. Viva voz de vida, Minúscula, colección Con vuelta de hoja, Barcelona, 2008
- Marina Tsvietáieva. Confesiones. Vivir en el fuego, con presentación de Tzvetan Todorov; Galaxia Gutenberg, Barcelona, 2009
- Marina Tsvietáieva. Mi madre y la música, Ediciones sin nombre, México 2011. Acantilado, Barcelona, 2012
- Marina Tsvietáieva. Las flagelantes, Ediciones sin nombre, México 2013
- Marina Tsvietáieva. Diarios de la revolución de 1917, Acantilado, Barcelona, 2014
- Marina Tsvietáieva. Pushkin y Pugachov, Ediciones Sin Nombre, México, 2016
- Marina Tsvietáieva. Mi padre y su museo, Ediciones sin Nombre, México, 2017. Acantilado, Barcelona, 2022
- Alexéi Varlámov. El nacimiento, Acantilado, Barcelona, 2009

### Prosa de autores griegos
- María Iordanidu. Loxandra, Lumen, colección Femenino Singular. Barcelona, 2000. Universidad Veracruzana, Ediciones sin nombre, México, 2005. Acantilado, Barcelona, 2018
- María Iordanidu. Vacaciones en el Cáucaso, Acantilado, Barcelona 2020
- María Iordanidu. Como pájaros atolondrados, Acantilado, Barcelona 2023
- Theodor Kallifatides. Otra vida por vivir, Galaxia Gutenberg, Barcelona, 2019
- Theodor Kallifatides. Madres e hijos, Galaxia Gutenberg, Barcelona 2020
- Theodor Kallifatides. Lo pasado no es un sueño, Galaxia Gutenberg, Barcelona 2021
- Theodor Kallifatides. Un nuevo país al otro lado de mi ventana, Galaxia Gutenberg, Barcelona 2023
- Nikos Kazantzakis. Zorba el griego (Vida y andanzas de Alexis Zorba), Acantilado, Barcelona, 2015
- Nikos Kazanntzakis. Cristo de nuevo crucificado, Acantilado, Barcelona, 2018
- Menis Koumandareas. El pálido (en: Cuentos europeos, Anagrama, Barcelona, 1994)
- Giorgos Seferis. El estilo griego I.  K. P. Kaváfis / T. S. Eliot, Fondo de Cultura Económica, colección Lengua y estudios literarios, México, 1988
- Giorgos Seferis. El estilo griego II. El sentimiento de eternidad, Fondo de Cultura Económica, colección Lengua y estudios literarios, México, 1992
- Giorgos Seferis. El estilo griego III. Todo está lleno de dioses, Fondo de Cultura Económica, colección Lengua y estudios literarios, México, 1999
- Yorgos Seferis, Chipre, Editorial del Fondo Nacional para la Cultura y las Artes, México, 2012. (Traducción de Selma Ancira y Francisco Segovia.)

### Artículos de autores rusos
- Svetlana Alexiévich. Encuestas sobre el amor en Rusia, Autodafé, N.º 1, revista del Parlamento Internacional de Escritores) Anagrama, Barcelona, 2000
- Svetlana Alexiévich. Chernóbil: “Ir adonde no hay que ir”, Autodafé, N.º 2), Anagrama, Barcelona, 2001
- Svetlana Alexiévich. Las dos voces de un mismo hombre, Autodafe, N.º 3, Anagrama, Barcelona, 2004
- Alexandr Blok. El alma del escritor, La Gaceta del FCE, México, marzo de 1986
- Fiódor Dostoievski. Dos cartas a Anna Grigórievna, revista Estudios, N.º 8, ITAM, México, 1987 (reproducidas en la revista Proceso, 18 de septiembre de 1995)
- Fiódor Dostoievski. Carta al hermano, La Gaceta del FCE, México, junio de 1987
- Nikolái Gumiliov. La vida del verso, Estudios, Nº10, México, 1987 (reproducido en la revista Poesía y Poética, Nº14, Universidad Iberoamericana, México, 1993)
- Nikolái Gumiliov. El lector, Estudios, Nº10, México, 1987 (reproducido en Poesía y Poética, Nº14, 1993)
- Yuri Kariakin. Una humanidad mortal, Estudios, Nº12, México, 1988
- Osip Mandelstam. Apuntes sobre la poesía, revista El poeta y su trabajo, N.º 1, México, otoño 2000
- Borís Pasternak. Algunas posiciones, Estudios, N.º 5, México, 1986
- Borís Pasternak. Chopin, revista Pauta, N.º 20, México, 1986
- Víktor Pelevin. Rusia: el mito del comandante de campaña (en Autodafe 2), Anagrama, Barcelona, 2001
- Víctor Pelevin. Intel inside (en Autodafe 3) Anagrama, Barcelona, 2004
- Alexandr Pushkin. Sobre la poesía clásica y la poesía romántica, Estudios, N.º 8, México, 1987
- Varlaam Shalámov. Las noches atenienses (en Autodafe 2), Anagrama, Barcelona, 2001
- Marina Tsvietáieva. Un poeta a propósito de la crítica, Estudios, N.º 6, México, 1986
- Marina Tsvietáieva. Poetas con historia y poetas sin historia, Poesía y Poética, Nº13, México, 1993
- Marina Tsvietáieva. Una carta, La Jornada semanal, México, 8 de marzo de 1998

### Artículos de autores griegos
- Giorgos Seferis. Delfos, La Gaceta del FCE, México, noviembre de 1987
- Giorgos Seferis. Y todo se volvió abismo, La Gaceta del FCE, México, diciembre de 1987
- Giorgos Seferis. Carta a un amigo extranjero, La Gaceta del FCE, México, septiembre de 1988
- Giorgos Seferis. Páginas de un diario (1925), revista Biblioteca de México, Nº33 y 34, 1996
- Giorgos Seferis. Días de Ankara, La Gaceta del FCE, México, mayo de 1998
- Giorgos Seferis. Todo está lleno de dioses, La Gaceta del FCE, México, mayo de 1998
- Giorgos Seferis. Kavafis y Eliot, La Gaceta del FCE, México, diciembre de 1998

### Poesía de autores rusos
- Borís Pasternak. Poemas de Yuri Zhivago, Círculo de Lectores, Biblioteca de Plata de los Clásicos Rusos, Barcelona, 1993 (traducción de Selma Ancira y Francisco Segovia)
- Alexandr Pushkin. El prisionero del Cáucaso, Fondo de Cultura Económica, colección Cuadernos de la Gaceta, México, 1988 (traducción de Selma Ancira y Gerardo Torres). Acantilado, Barcelona, 2014
- Alexandr Pushkin. El convidado de piedra, Universidad de Sevilla, 1992 (traducción de Selma Ancira y Francisco Segovia)
- Marina Tsvietáieva. El sol de la tarde, Colegio universitario de humanidades, Querétaro, 2008 (traducción de Selma Ancira y Francisco Segovia
- Marina Tsvietáieva, Poemas sueltos, Editorial de la Capilla Alfonsina de la Universidad Autónoma de Nuevo León, México, 2011. (Traducción de Selma Ancira y Francisco Segovia)

### Poesía de autores griegos y grecochipriotas
- Niki Marangou. Estampas de Chipre, Universidad Veracruzana, México, 2015
- Yannis Ritsos. Sueño de un mediodía de verano, Fondo de Cultura Económica, colección Cuadernos de la Gaceta, México, 1986. Colección Centzontle, México, 2005. Acantilado, Barcelona, 2023
- Yannis Ritsos. Sonata del claro de luna, Poesía y Poética Nº22, 1996.
- Yannis Ritsos. Estrella de la mañana, La Jornada semanal, 8 de junio de 1997
- Yannis Ritsos. Fedra, Tramoya, Nº88, 2006; Acantilado, Barcelona, 2007
- Yannis Ritsos. Sonata del claro de luna, Ediciones sin Nombre, Universidad Veracruzana, México, 2006. Acantilado, Barcelona, 2008
- Yannis Ritsos. Áyax, Acantilado, Barcelona, 2008
- Yannis Ritsos. La casa muerta, Acantilado, Barcelona, 2009
- Yannis Ritsos. Crisótemis, Acantilado, Barcelona, 2011
- Yannis Ritsos: Ismene, Acantilado, Barcelona, 2012
- Yannis Ritsos: Orestes, Acantilado, Barcelona, 2015
- Yannis Ritsos, Agamenón, Acantilado, Barcelona, 2018
- Yannis Ritsos, Helena, Tramoya, No. 143, 2020. Acantilado, Barcelona, 2022
- Yannis Ritsos, Perséfone. Acantilado, Barcelona, 2025
- Yorgos Seferis. Novela (Mythistórima), Ediciones sin Nombre, México, 2008 (traducción de Selma Ancira y Francisco Segovia)
- Yorgos Seferis: Mythistórima. Poesía completa, Galaxia Gutenberg, Barcelona, 2012 (traducción de Selma Ancira y Francisco Segovia)
- Yorgos Seferis: Chipre, Conaculta, México 2012 (edición, traducción y notas de Selma Ancira y Francisco Segovia)

### Teatro de autores rusos
- Antología 7 de Rusia a la URSS, Universidad Veracruzana, colección Ficción, México, 2006
- Alexéi Arbúzov. Una comedia a la antigua (bitácora del montaje, Consejo Nacional para la Cultura y las Artes, México, 2003; estreno: Centro Nacional de las Artes, México, septiembre de 1997)
- Mijaíl Bulgákov. El departamento de Zoia, Fondo de Cultura Económica, colección Cuadernos de la Gaceta, México, 1987 (estreno: Teatro Salvador Novo, México, 2002)
- Mijaíl Bulgákov. La isla púrpura (en: Corazón de perro, Galaxia Gutenberg, colección La tragedia de la cultura, Barcelona, 1999)
- Mijaíl Bulgákov. Iván Vasílievich. En el número monográfico dedicado al teatro ruso de Teatrae, Revista de la escuela de teatro de la Universidad Finis Terrae, Santiago de Chile. Primavera-verano 2006.
- Mijaíl Bulgákov. La isla púrpura y otras obras. Editorial de la Universidad Veracruzana, colección “Ficción”, México, 2025.
- Fiódor Dostoievski. Pobres gentes (estreno: Polyforum cultural Siqueiros, México, 1982)
- Fiódor Dostoievski. Crimen y castigo (adaptación teatral de Edvard Radzinski; estreno: Teatro Jiménez Rueda, México, 1982)
- V. Petrov. Winnie Puh y sus amigos (adaptación teatral de la obra de A. Milne; estreno: Polyforum cultural Siqueiros, México, 1984)
- Alexandr Ostrovski. La tormenta, Tramoya, N.º 44, 1995
- Liudmila Petrushévskaia, En casa ajena, Tramoya, N.º 31, 1992 (estreno: Escuela Municipal de Teatro de Zaragoza, 1991)
- Alexandr Pushkin. El convidado de piedra, Tramoya, N.º 76, 2003
- Nina Slepakova / Rudyard Kipling. La gata que paseaba sola], Tramoya, N.º 5-7, 1986 (adaptación teatral del cuento del autor británico; estreno: Teatro del Bosque, México, 1985)
- Lev Tolstói. Y la luz luce en las tinieblas, KRK ediciones, Oviedo, 2010
- Alexandr Volodin. Lagartija, Tramoya, Nº3, 1985 (estreno: Teatro Orientación, México, 1981)

### Teatro de autores griegos
- Loula Anagnostaki. El pueblo, Tramoya, N.º 10, 1987 (estreno: Hermosillo en 1985; otras puestas en escena: Foro Shakespeare, México, D. F., 1987; Mérida, Yucatán, 1989)* Yákovos Kampanelis. Stella con guantes rojos, Tramoya, N.º 55, 1998
- Yákovos Kampanelis. El camino pasa por dentro, Tramoya, N.º 63, 2000
- Yákovos Kampanelis. Stella con guantes rojos y otras piezas. Teatro escogido, Editorial de la Universidad Veracruzana, colección “Ficción”, Xalapa, Veracruz, 2000
- Yákovos Kampanelis. La cena, Tramoya, N.º 82, 2004
- Yákovos Kampanelis. Carta a Orestes, Tramoya, N.º 84, 2005
- Iákovos Kambanelis. Carta a Orestes y otras piezas, Teatro escogido, Editorial de la Universidad Veracruzana, Colección "Ficción", Xalapa, Veracruz, 2022
- Elena Penga. Mujer y lobo, Tramoya, N.º 125, 2015

### Teatro de autores catalanes
- Maria Lluisa Algarra. Judith, Tramoya, N.º 45, 1995
- Narcís Comadira. La vida perdurable, Tramoya, N.º 47, 1996 (estreno: Foro Nueva Dramaturgia, México, 1997)

## Premios y reconocimientos
- Homenaje en el Museo de Marina Tsvietáieva de Moscú por sus traducciones y la labor que ha hecho para la difusión de la obra de esta poeta en el mundo hispano (octubre de 2006)
- Presea al mérito literario 2008(otorgada por las instituciones culturales de Querétaro, en el marco del Festival Internacional de Cultura Rusa)
- Medalla Pushkin 2008 (concedida por el presidente ruso Dmitri Medvédev)
- Premio de Traducción Ángel Crespo por Viva voz de vida de Marina Tsvietáieva, 2009 (Barcelona)
- Premio de Literatura Marina Tsvietáieva 2010 por sus traducciones de la poeta (Elábuga, Tatarstán)
- Premio Maximilián Voloshin por Viva voz de vida de Marina Tsvietáieva, 2010 (Ucrania)
- Premio Nacional de Traducción 2011 (España)[2]
- Premio de Traducción Literaria Tomas Segovia 2012 (México)[3]
- Premio de Traducción Literaria Read Russia 2016 (Rusia)
- Premio Hispanoamericano de Traducción Literaria 2019 (México)
- Premio Nacional de Artes y Literatura de México 2022.

## Fotografía

### Exposiciones
- Mi Rusia, Galería Libertad, Querétaro, México, octubre de 2008
- Les labyrinthes du destin, Espace Daniel Sorano, París, febrero de 2009
- Els laberints del destí, Galería Arthostal, Barcelona, mayo de 2010
- Naxos: agua y piedra, Iria Beach Art Hotel, Naxos, Grecia, julio de 2011
- En las playas de Proteo, Instituto Cervantes de Atenas, mayo-septiembre de 2015
- En las playas de Proteo, Quinta Dominica, Santo Domingo, República Dominicana, noviembre-diciembre de 2015
- En las playas de Proteo, Instituto Cervantes - Universidad de Chipre, Nicosia, abril de 2016
- El mar es sueño, Instituto Cervantes, Moscú, mayo-septiembre de 2016
- El mar es sueño, Sala de Arte Contemporáneo, Elábuga, octubre de 2016

### Libros
- Niki Marangou (texto) Selma Ancira (fotografías): The Sea (Θάλασσα). Rimal Publications, Nicosia, Chipre, 2013 (edición bilingüe en griego e inglés)